# Histoire des mines de Cornouailles et du Devon

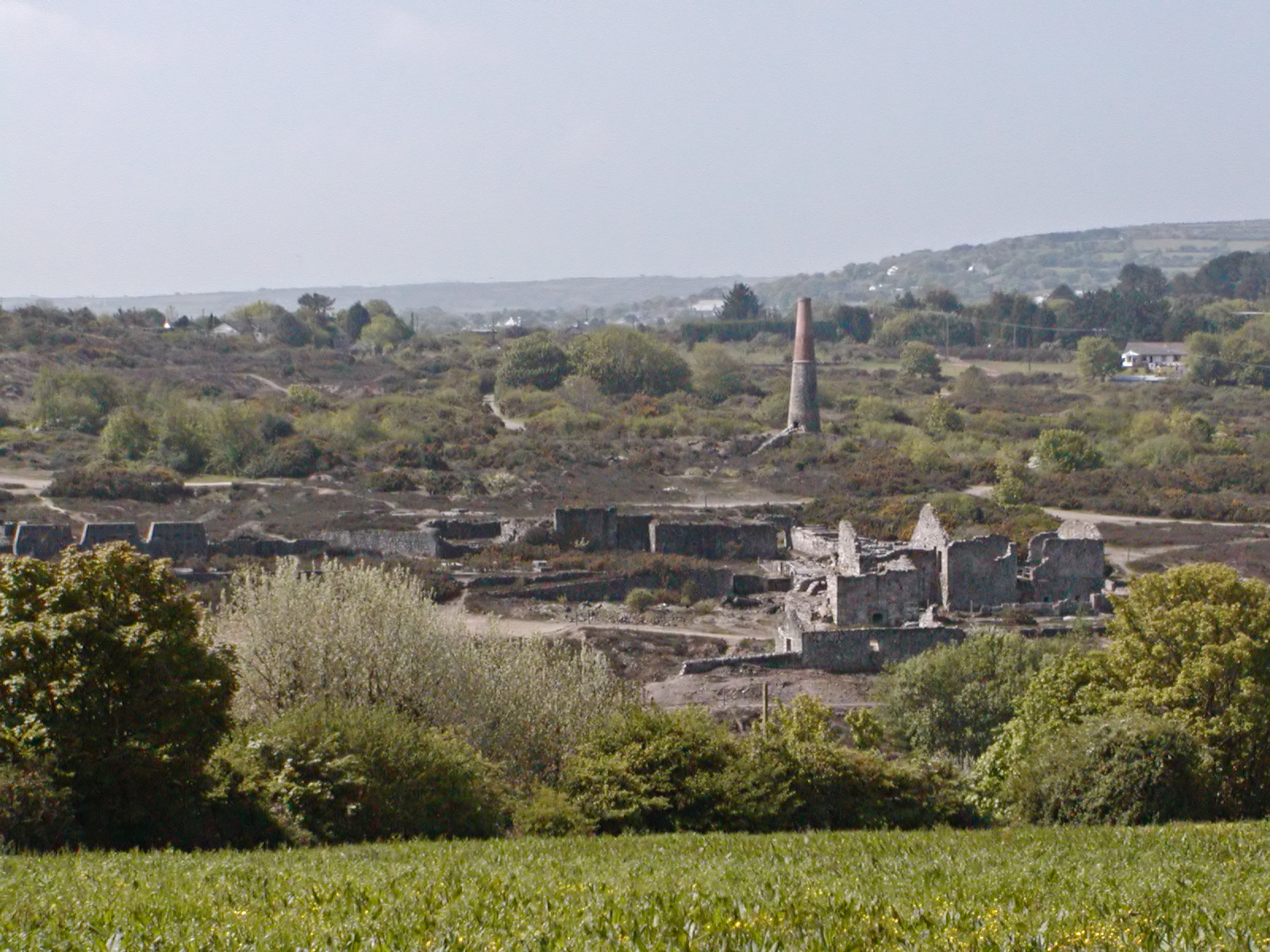
La mine de Poldice

L’histoire des mines de Cornouailles et du Devon commence à l’âge du bronze, approximativement en 2150 av. J.-C., et s’achève en 1998 avec la fermeture de la mine de South Crofty.
L’étain, l’argent vers 1296, et le cuivre (qui supplante l'étain au XVIIIe siècle), furent les trois extractions les plus productives. Les plus anciennes mines souterraines sont datées du Moyen Âge, mais l’exploitation à ciel ouvert a commencé dès l’âge du bronze.

## Les débuts à l’âge du bronze
Les études géologiques furent rendues nécessaires par l’importance des mines et des carrières à ciel ouvert, présentes dans plus de 40 sites différents. . Les mineurs ont extrait de la cassitérite dès l’âge du bronze, puis du cuivre, plomb, étain et argent. Les premières exploitations se faisaient en surface sur des veines mises à nu par l'eau des rivières et par la mer. Une fois les veines affleurantes épuisées, l'exploitation se fit en creusant sous terre.

## Les Grecs et les Phéniciens, puis les Romains
Les mines d'étain de Cornouailles étaient connues des Grecs et surtout des Phéniciens  plusieurs siècles avant l'ère chrétienne, mais les principaux transporteurs de ce métal étaient très probablement les Vénètes. Plusieurs textes anciens évoquent des îles « au-delà de la Gaule », les Îles Cassitérides (du mot grec Κασσίτερος/Kassiteros, étain) , qui ont ensuite été identifiées par Camden comme les îles Scilly, au large des Cornouailles.
Plusieurs sites dans la vallée d'Erme, à Dartmoor dans le Devon attestent de mines de la fin de l’époque romaine, qui auraient correspondu à la nécessité pour les Romains de remplacer les mines d’Espagne victimes de raids barbares.

## Les Normands développent la production d'étain
Le premier comte de Cornouailles était Robert de Mortain, le demi-frère de Guillaume le Conquérant. Dartmoor fournit ensuite la plus grande partie de la production européenne d'étain au Moyen Âge. Le développement des mines fut accéléré par les « Stannaries », ces chartes organisant l’extraction et le raffinage du métal en divers districts ayant chacun sa charte et son tribunal pour protéger les droits des mineurs.
Henry II d'Angleterre, en 1198, reconnait dans une charte que tous les creuseurs et raffineurs méritent le respect des coutumes et des libertés. Il évalue alors la production de Dartmoor à 60 tonnes.
Le roi John reconnaît en 1201 à son tour les chartes protégeant les mineurs. Les traces alluviales de la région montrent des accumulations de déchets d’étain entre 1288 et 1389.

## La production d'argent augmente à la fin duXIIIesiècle
La  mine d’argent de Combe Martin, située dans un village du nord du Devon, au bord de la mer, tout près de la Cornouailles, fut l’un des plus riches gisements d’argent de l’histoire de l’Angleterre. Le site tire son nom d’une famille normande installée en Angleterre et au pays de Galles entre 1085 et 1342, dont l’un des membres s’appelait Martin Martin de Wallis qui épousa Geva de Burci, et lui donna un fils Robert fitz Martin (en), son épouse se remariant après sa mort avec William de Falaise (en), un proche de Guillaume le Conquérant, qui possédait 29 seigneuries dans le Devon, dont la principale à Dartington, était un don de Guillaume le Conquérant.
L’historien anglais William Camden (1551–1623) écrivit en 1607 une étude détaillée de la topographie des îles Britanniques, appelée « Britannia », dans laquelle il explique que le roi d’Angleterre utilisa l’argent de la mine de Combe Martin pour financer la guerre de Cent Ans, qu’il mena de 1312 à 1377. Son frère John d’Eltham, était comte de Cornouailles et en 1337, le comté fut érigé en duché. 
La région a toujours été considérée comme stratégique par les rois anglais, spécialement depuis l’invasion normande de 1066. Le premier comte de Cornouailles était Robert de Mortain, le demi-frère de Guillaume le Conquérant.
Lors de cette guerre contre la France, la couronne d'Angleterre prit l’avantage grâce aux premiers vrais canons, qui perforent les murs des citadelles françaises. C'est la famille Peruzzi de Florence qui prête, en prenant des gages sur les mines du Devon, rachetées aux Frescobaldi par la Couronne d'Angleterre.
William Camden écrit dans le même livre que l’argent de cette mine a aussi servi à financer la « Chevauchée en France » d'Henry V (1387 – 1422), qui monta sur le trône en 1413 et lança en août 1415 une grande campagne de conquête de la France, s’emparant d'Harfleur, le 22 septembre, puis de Calais et remportant en octobre la célèbre bataille d'Azincourt avant de gagner ensuite à Crécy et Poitiers.

## La hausse de la production en 1297 puis en 1298, grâce à des investissements
En cinq ans, de 1292 à 1297, les mines du Devon produisirent la valeur de 4046 livres d’argent et 360 livres de plomb. Un an plus tard, en 1298, la production des mines d’argent du Devon doubla, grâce au creusement des "areines", des galeries de drainage légèrement inclinées qui permettent d’évacuer à flanc de colline l'eau des mines. Nécessitant près de cent mineurs, elles furent efficaces, permettant d’exploiter la mine été comme hiver.
La famille Frescobaldi, de riches banquiers florentins s’intéresse à ces mines au rendement si prometteur. Les Frescobaldi tissaient alors des liens étroits avec les souverains, auxquels ils avancent de grosses sommes d'argent contre des privilèges comme la gestion des mines du Devon, ou la perception des droits royaux en Irlande, ou celle des revenus agricoles du Duché de Guyenne, dans le sud-ouest de la France. En 1300, ils contrôlent même le bureau de l’exchange, qui leur permet de contrôler la politique monétaire de l’Angleterre.
En 1299, ils signent un contrat avec Londres permettant d’acheter le minerai au prix de 5 sous la charge, au maximum, l’une des onze clauses prévoyant un éventuel prix plus bas si les deux parties s’accordent. Par ailleurs, le contrat de location prévoyait un tarif de 20 sous par charge, le roi devant de son côté payer les dépenses de matériel occasionnées par l’extraction. Les mines ne sont louées que pour un an, contrat reconductible, le but étant d’inciter les Italiens à développer le site, comme dans un financement de projet.

## L'Angleterre reprend l'exploitation à son compte
Ne parvenant pas à obtenir le minerai au tarif réduit espéré, ni à produire à un coût aussi bas qu’espéré, ils subirent des pertes et ne renouvelèrent pas leur contrat. Le roi d’Angleterre reprit l'exploitation à son compte et en 1305, elle rapporta encore plus qu’en 1298.
Au cours du XIVe siècle, la production d’argent du Devon s’épuise, malgré les prospections opérées par des mineurs allemands appelés par le roi. Mais en 1330, un riche gisement de plomb argentifère est découvert près de la ville de Priddy, dans le Somerset.
En 1305, le roi Édouard II d'Angleterre décrète des « Stannaries” séparés pour le Devon et la Cornouailles. La production d'étain en 1337 est de 650 tonnes mais chute après la Grande peste à 250 tonnes puis remonte en 1400 à 800 tonnes, la production dans le Devon étant inférieure à 25 % de celle de la Cornouailles sur la période 1450-70. Cette proportion monte ensuite à 25-40 % jusqu’au XVIe siècle, mais cette période voit un déclin relatif de la production.

## La révolte de 1497
La rébellion  en 1497 des mineurs d'étain de Cornouailles combattit la hausse des taxes décidées par Henri VII d'Angleterre, pour financer la guerre contre l'Écosse. Les mineurs marchèrent jusqu'à Londres et obtinrent des soutiens populaires mais furent battus par l'armée royale lors de la bataille de Deptford Bridge, qui a donné son nom à une station du métro de Londres.
Dans les années 1540, la production de Cornouailles augmente rapidement et celle du Devon ne représente plus que 10 % à 11 % de la production de son voisin.

## La relance des mines d'argent de Combe Martin en 1586
Plus tard, à la fin du XVIe siècle, au cours du règne d'Elizabeth I, Sir Beavis Bulmer, "Sir Bevis Bulmer, réputé très habile dans l'affinage des métaux, fut l'un des trois partenaires qui en 1586 découvrirent une mine d'argent à Combe Martin qui rapporta 20 000 sterlings à chacun des trois associés en seulement deux ans.
Sir Beavis Bulmer fit faire deux coupes de 137 onces d’argent, dont il offrit l'une à William Bouchier, comte de Bath, et l'autre au lord maire de Londres avec une inscription décrivant l’origine historique du métal.
Sur le site de Combe Martin, plusieurs tunnels peuvent toujours être vus de même que la maison qui abritait une roue servant  à remonter le minerai. Plusieurs des joyaux de la couronne britannique viennent de l’argent extrait à Combe Martin. L’autre mine d’argent du Devon est à Bere Ferrers sur la côte Sud du Devon, à huit kilomètres au nord de Plymouth.

## L'étain de Cornouailles sert au fer blanc au début de la Révolution industrielle
Les mines de Cornouailles ont ensuite permis aux Anglais de trouver avant les autres peuples le moyen de manufacturer cet étain en fer-blanc, assez facile et bon marché, qui fut d'un bénéfice immense pour le niveau de vie de la nation : ustensiles simples, couverts, vaisselles, bassines.
Vers 1730, sir Gilbert Clark découvrit l'art de le travailler et il rapportait en 1802 150 000 sterlings soit 5,6 millions de francs, égalant pour les usages domestiques « le meilleur cuivre d'Espagne ». Les « lois sur l'étain », accordaient aux mineurs l’accès à des cours de justice et des privilèges, encore en vigueur en 1802, où leur nombre, en Cornouailles était évalué jusqu'à 100 000 personnes.
Le XVIIIe siècle en Angleterre vit l'exploitation du cuivre l'emporter sur celle de l'étain, la fonte du minerai étant effectuée sur place. Au début du XIXe siècle, la Cornouailles était le premier producteur mondial de métal rouge, employant un homme de la région sur trois. La fonte fut ensuite effectuée dans les bassins houillers, où s'étaient installés les premiers entrepreneurs de la fonte britannique.

## Le cuivre prend le relais de l'étain dans le courant duXVIIIesiècle
En 1810, près de 150 machines à vapeur sont consacrées au cuivre, permettant à 9000 ouvriers de descendre jusqu'à 400 mètres de profondeur. Près de six mille tonnes par an arrivent de Cornouailles, d'Anglesey et d'Irlande, amenés par mer à Swansea, dans le comté de  Glamorgan, pour y être fondus dans les usines du Pays de Galles, au milieu des mines de charbon du Pays de Galles, alors en plein essor. Le XVIIe siècle a vu l’expansion de matériaux concurrents, en particulier la fonte au coke d’Abraham Darby et les poteries fines et colorées de Josiah Wedgwood (1730–1795).
Les tribunaux miniers des "Stannaries" se réunirent pour la dernière fois en 1753 et furent abolis en 1836.